# Étang Saumâtre
Étang Saumâtre (ook Lac Azuei genoemd) is het grootste meer van Haïti. Het ligt op de grens met de Dominicaanse Republiek, in het arrondissement Croix-des-Bouquets, 29 kilometer ten oosten van Port-au-Prince. Het meer heeft geen uitstroom, en wordt gevoed door riviertjes die tussen de kalkachtige rotsen ontspringen. Het westelijke deel van het meer is licht zoutachtig, het oostelijke deel is zoet.
Het meer ligt op de vlakte Cul-de-Sac, die onderdeel is van de Enriquillo-Plantain Garden-breuk. Op land zijn in de diepere delen van deze breuk zoutmeren ontstaan. Een ander voorbeeld is het Enriquillomeer, dat vlak over de grens ligt.
Rond de Étang Saumâtre leven meer dan 100 soorten watervogels (waaronder flamingo's) en krokodillen. Het zoutachtige meer is diepblauw, en omgeven door grasland en cactussen.
Er wordt op vrij primitieve manier gevist, bijna zonder boten en met heel weinig netten. De natuurlijke populatie van het meer bestaat vooral uit kleine levendbarende tandkarpers (Gambusia dominicensis Regan, Limia melanonotata Nich en May, Limia nigrofasciata Reg.) en cichliden (Cichlosoma haitiensis). In 1954 werden er 17.000 jonge karpers en 50.000 vissen van de soort Tilapia mossambica uitgezet.
Het Étang Saumâtre heeft zich de afgelopen 10 jaar met ongeveer een meter per jaar vergroot. Volgens satellietbeelden groeide het tot 134 vierkante kilometer en was het twee kilometer de Dominicaanse Republiek binnengetrokken, waardoor het Dominicaanse douanekantoor in brak water staat.